# Roedderita
La roedderita és un mineral de la classe dels silicats, que pertany al grup de l'osumilita. Rep el nom d'Edwin Woods Roedder (30 de juliol de 1919 - 1 d'agost de 2006), geòleg del United States Geological Survey que anteriorment va descobrir el compost sintètic.

## Característiques
La roedderita és un silicat de fórmula química (Na,K)₂(Mg,Fe)₅Si₁₂O30. Es tracta d'una espècie aprovada per l'Associació Mineralògica Internacional, i publicada per primera vegada el 1966. Cristal·litza en el sistema hexagonal. La seva duresa a l'escala de Mohs es troba entre 5 i 6.
Segons la classificació de Nickel-Strunz, la roedderita pertany a «09.CM - Ciclosilicats, amb dobles enllaços de 6 [Si₆O18]12- (sechser-Doppelringe)» juntament amb els següents minerals: armenita, brannockita, chayesita, darapiosita, eifelita, merrihueïta, milarita, osumilita-(Mg), osumilita, poudretteïta, sogdianita, sugilita, yagiïta, berezanskita, dusmatovita, shibkovita, almarudita, trattnerita, oftedalita i faizievita.

## Formació i jaciments
Va ser descoberta al Meteorit Indarch, trobat a la localitat de Shusha, al districte d'Ağcabədi (Azerbaijan). També ha estat descrita en diversos indrets dels Estats Units, Àustria, França, Alemanya, Hongria, Romania, Espanya, Marroc, Sudan, Malawi, el Iemen, l'Índia, la República Popular de la Xina, el Japó i l'Antàrtida. També se'n va trobar presència d'aquest mineral al Cometa 81P, mitjançant les partícules recollides per la missió espacial Stardust l'any 2004.